# Svinkløv Klitplantage og Grønne Strand
Svinkløv Klitplantage og Grønne Strand este o arie protejată (arie specială de conservare — SAC, sit de importanță comunitară — SCI) din Danemarca întinsă pe o suprafață de 1.094 ha, integral pe uscat.

## Localizare
Centrul sitului Svinkløv Klitplantage og Grønne Strand este situat la coordonatele 57°08′34″N 9°18′02″E / 57.142778°N 9.300556°E.

## Înființare
Situl Svinkløv Klitplantage og Grønne Strand a fost declarat sit de importanță comunitară în mai 1998 pentru a proteja 1 specie de animale. Situl a fost protejat și ca arie specială de conservare în decembrie 2011.

## Biodiversitate
Situată în ecoregiunile atlantică, continentală și marină Atlantică, aria protejată conține 27 de habitate naturale: Păduri de fag Luzulo-Fagetum, Păduri de stejar sau de stejar și carpen sub-atlantice și medio-europene de Carpinion betuli, Păduri aluvionare cu Alnus glutinosa și Fraxinus excelsior (Alno-Padion, Alnion incanae, Salicion albae), Dune de coastă cu Juniperus spp., Formațiuni de Juniperus communis pe lande sau pajiști calcaroase, Dune mobile cu vegetație embrionară, Dune de coastă fixe cu vegetație erbacee („dune gri”), Dune cu Salix repens ssp. argentea (Salicion arenariae), Dune cu Hyppophaë rhamnoides, Dune mobile de-a lungul țărmului cu Ammophila arenaria („dune albe”), Mlaștini turboase de tranziție și turbării mișcătoare, Pajiști uscate seminaturale și facies de acoperire cu tufișuri pe substraturi calcaroase (Festuco-Brometalia) (* situri importante pentru orhidee), Izvoare petrifiante cu formare de travertin (Cratoneurion), Dune fixe decalcificate cu Empetrum nigrum, Depresiuni intradunale umede, Faleze cu vegetație de pe coastele atlantice și baltice, Lacuri eutrofice naturale cu vegetație de tip Magnopotamion sau Hydrocharition, Mlaștini alcaline, Mlaștini împădurite, Dune împădurite din regiunile atlantică, continentală și boreală, Păduri acidofile de stejar bătrân cu Quercus robur pe câmpii nisipoase, Formațiuni ierboase bogate în specii de Nardus, dezvoltate pe substraturi silicioase în zone montane (și în zone submontane, în Europa continentală), Ape stătătoare oligotrofe până la mezotrofe, cu vegetație de Littorelletea uniflorae și/sau de Isoëto-Nanojuncetea, Liziere de ierburi înalte hidrofile de câmpie și de nivel montan până la alpin, Cursuri de apă de la nivel de câmpie la nivel montan, cu vegetație Ranunculion fluitantis și Callitricho-Batrachion, Pajiști umede nord-atlantice cu Erica tetralix, Râuri cu maluri nămoloase cu vegetație de Chenopodion rubri p.p. și Bidention p.p..
La baza desemnării sitului se află o specie protejată de  mamifere: vidră de râu (Lutra lutra).